# Ch’ŏllima-90
Der Ch’ŏllima-90 (천리마 -90 형) ist ein in Nordkorea produzierter Oberleitungsbus, der Name Ch’ŏllima leitet sich vom gleichnamigen Fabelwesen der koreanischen Mythologie ab. Eine andere Bezeichnung lautet Ch’ŏllima-903.

## Entwicklung
Die Entwicklung begann zirka 1988, er sollte das Modell Ch’ŏllima-862 ersetzen. Die Produktion begann im Frühjahr 1990 und lief schließlich 2003 aus. Auch heute noch gehört er zum Straßenbild in Pjöngjang.